# Hohe Tauern
Hohe Tauern er den højeste bjergkæde i Alperne øst for Brennerpasset i Østrig. Landets højeste bjerg ligger også i denne bjergæde, der går gennem forbundslandene Salzburg, Kärnten og Øst-tyrol samt i dele af Sydtyrol i Italien.
Bjergkæden grænser op til Salzach-dalen mod nord (med Kitzbühel Alperne på den anden side), Mura-dalen og Murtörl-passet mod øst (som skiller Hohe Tauern fra Niedere Tauern), Drava-dalen mod syd (med de sydlige kalkalper på den anden side) og Birnlücke-passet mod vest (med Zillertal Alperne på den anden side).
De vigtigste områder i Hohe Tauern er (fra vest mod øst):
- Venediger-gruppen (omkring 20 bjergtoppe fra 2.000 til 2.660 m)
- Granatspitz-gruppen
- Glockner-gruppen (med Großglockner (3.798 m)[2][3]
- Goldberg-gruppen (med Sonnblick (3.106 m)
- Ankogel-gruppen (med Ankogel (3.246)[4] og Hochalmspitze (3.360 m)[1]. Hafner-gruppen, som indeholder de østligste bjergtoppe over 3.000 m i Alperne, er en del af Ankogel-gruppen

Delene af Hohe Tauern, som ligger syd for hovedkæden i Alperne er:
- Villgratner-gruppen
- Rieserferner-gruppen
- Schober-gruppen
- Kreuzeck-gruppen

Navnet "Hohe Tauern" betyder oprindelig "høje bjergpas", men blev betegnelsen for selve bjergene, da man havde minedrift i området i middelalderen.
I centrum af området ligger nationalparken Hohe Tauern. Området er 1.856 km² stort og er den største af seks nationalparker i Østrig. Den er inddelt i et kerneområde, hvor der er totalt byggeforbud og i en randzone, der benyttes til skovdrift og græsning.
Turismen er steget ubetydeligt siden oprettelsen af nationalparken, der til gengæld har betydet bedre vilkår for naturområderne. Nationalparken lægger vægten på den miljømæssige beskyttelse af området samt bevarelse af den traditionelle levemåde i Alperne.

## Bjergtoppe
De største bjergtinder i Hohe Tauerne er:
| Bjergtinde          | Gruppe       | Højde | Højde |
| ------------------- | ------------ | ----- | ----- |
| Großglockner        | Glockner     | 3.798 |       |
| Großvenediger       | Venediger    | 3.660 |       |
| Großes Wiesbachhorn | Glockner     | 3.570 |       |
| Dreiherrnspitze     | Venediger    | 3.505 |       |
| Rötspitze           | Venediger    | 3.496 |       |
| Johannisberg        | Glockner     | 3.467 |       |
| Hochgall            | Rieserferner | 3.440 |       |
| Großer Geiger       | Venediger    | 3.365 |       |
| Ruthnerhorn         | Rieserferner | 3.360 |       |
| Hochalmspitze       | Ankogel      | 3.355 |       |
| Roter Knopf         | Schober      | 3.296 |       |
| Hocharn             | Goldberg     | 3.258 |       |
| Ankogel             | Ankogel      | 3.253 |       |
| Hochschober         | Schober      | 3.250 |       |
| Kitzsteinhorn       | Glockner     | 3.204 |       |
| Sonnblick           | Goldberg     | 3.108 |       |